# محمود أبو زيد (ممثل)
محمود أبو زيد (4 فبراير 1936 - 29 يوليو 2013)، ممثل مصري راحل، ولد ونشأ وأقام بحي شبرا، اشتهر بتقديم الأدوار الكوميدية، وكان من الأعضاء الأساسيين في فريق الفنان محمد صبحي.

## المسيرة الفنية

### الأعمال السينمائية
- لصوص لكن ظرفاء .. المعلم جزر
- 30 يوم في السجن
- دعوة للحياة
- فيفا زلاطة
- أبو البنات
- خليل بعد التعديل
- اللعب مع الكبار
- المسافر
- ميدو مشاكل
- على سبايسى
- عبدة مواسم
- المشخصاتي
- كده رضا

### الأعمال التليفزيونية
- عش المجانين
- أحلام الفتى الطائر
- يوميات ونيس .. خليل
- أنا وهؤلاء
- تامر وشوقية (ج2)
- العار

رجل غني فقير جدا

### الأعمال المسرحية
- عائلة ونيس
- لعبة الست
- سكة السلامة
- على بلاطة
- وجهة نظر
- انا فين وانتي فين
- حلمك يا سى علام
- أنا وهو وهي

### الفوازير
- المناسبات

## وفاته
توفي في يوم الإثنين 29 يوليو، 2013 الموافق 22 رمضان عام 1434 هـ في مستشفى المنيل الجامعي عن عمرٍ ناهز ال77 عام على إثر وعكة صحية حادة، وشيعت جنازته من مسجد السيدة نفيسة دون حضور أحد من الفنانين.
1. ↑  "محمود أبو زيد - تمثيل فيلموجرافيا، صور، فيديو". elCinema.com. مؤرشف من الأصل في 2020-11-04. اطلع عليه بتاريخ 2020-07-13.

## وصلات خارجية
- محمود أبو زيد على موقع قاعدة بيانات الأفلام العربية